# IC 5205
IC 5205 је спирална галаксија у сазвјежђу Тукан која се налази на листи објеката дубоког неба у Индекс каталогу.
Деклинација објекта је - 59° 47' 12" а ректасцензија 22h 22m 47,7s. Привидна величина (магнитуда) објекта IC 5205 износи 15,2 а фотографска магнитуда 16,0. IC 5205 је још познат и под ознакама ESO 146-21, PGC 68700.